# CEMP-Stern
CEMP-Sterne (englisch carbon-enhanced metal-poor stars ‚kohlenstoffangereicherte metallarme Sterne‘) gehören zu den pekuliären Sternen mit einer abweichenden chemischen Zusammensetzung der Photosphäre. Während der Kohlenstoff in ihren Atmosphären um den Faktor 10 häufiger vorkommt liegt der Metallgehalt mindestens um einen Faktor 100 unter dem der Sonne. CEMP-Sterne treten recht häufig in der Halopopulation der Milchstraße auf und ihre Häufigkeit steigt mit abnehmenden Metallgehalt zu auf bis zu 50 % für die extrem metallarme Sterne der Population II mit einem Metallgehalt von einem zehntausendstel des Sonnenwertes.

## Einteilung
CEMP-Sterne werden in die folgenden Klassen unterteilt:
- CEMP-S Sterne sind mit Elementen, die durch den s-Prozess entstehen, angereichert. Sie sind die Folge eines vorherigen Massentransfers der kohlenstoffangereicherten Atmosphäre eines AGB-Sterns auf den CEMP-Stern in einem engen Doppelsternsystem.
- CEMP-no Sterne enthalten keine überproportionale Häufigkeit von Elementen aus einem Neutroneneinfangprozess. Sie entstehen wahrscheinlich aus extrem metallarmen Sternen und sind eine Folge von Kohlenstoffbrennen in einem späten Sternstadium, internem Mischen und starkem Massenverlust durch Sternwinde
- CEMP-R/S Sterne enthalten neben Elementen aus dem s-Prozess auch eine Überhäufigkeit von Elementen aus dem schnellen Neutroneneinfang, dem r-Prozess.

## Entstehung
Für die Entstehung der CEMP-Stern sind verschiedene Hypothesen vorgestellt worden:
- Der hohe Anteil des Kohlenstoffs ist das Ergebnis vorheriger Sterngenerationen, aus deren Material der CEMP-Stern entstanden ist.
- Sterne geringer Masse und geringer Metallizität durchlaufen ein unbekanntes Mischungsereignis, wodurch der Kohlenstoff in die Atmosphäre transportiert wird.
- In einem Doppelsternszenario wird Kohlenstoff von einem thermisch-pulsierenden AGB-Stern auf den jetzigen CEMP-Stern mittels Wind Roche-Lobe Overflow übertragen. Dieser Mechanismus wird auch als Erklärung für die Entstehung von Bariumsternen und CH-Riesen verwendet.

## Bedeutung
Anhand der Verteilung der CEMP-Sterne kann die Halo-Population der Milchstraße in zwei Gruppen unterteilt werden. In dem inneren Halo mit einem Abstand von weniger als 5 Kiloparsec von der galaktischen Ebene kommen CEMP-Sterne eher selten vor, während ihre Häufigkeit im äußeren Halo deutlich zunimmt mit abnehmendem Metallgehalt. Aus der Verteilung wird geschlossen, dass der äußere Halo die Folge einer Akkretion kleinerer Subsysteme ist. Die Sterne des inneren Halos sind dagegen überwiegend beim Kollaps bei der Entstehung der Milchstraße entstanden.

## Beispiele
- CEMP-s: HD 196944
- CEMP-no: HE 0107-5240, HE 1327-2326, SMSS J0313-6708